# Andrzej Stękała
Andrzej Stękała (30 juni 1995) is een Poolse schansspringer.

## Carrière
Bij zijn wereldbekerdebuut, in december 2015 in Engelberg, scoorde Stękała direct wereldbekerpunten. In februari 2016 behaalde hij in Trondheim zijn eerste toptienklassering in een wereldbekerwedstrijd.
Op de wereldkampioenschappen skivliegen 2020 in Planica eindigde Stękała als tiende in de individuele wedstrijd. In de landenwedstrijd veroverde hij samen met Piotr Żyła, Kamil Stoch en Dawid Kubacki de bronzen medaille.

## Resultaten

### Wereldkampioenschappen skivliegen
| Jaar | Plaats  | Resultaten             |
| ---- | ------- | ---------------------- |
| 2020 | Planica | 10e HS240 · Team HS240 |

### Wereldbeker
Eindklasseringen
| Seizoen   | Algm | SV  | 4S  | RAW |
| --------- | ---- | --- | --- | --- |
| 2015/2016 | 34e  | 31e | 51e |     |

### Grand Prix
Eindklasseringen
| Jaar | Plaats |
| ---- | ------ |
| 2016 | 63e    |
| 2018 | 77e    |
| 2019 | 33e    |
| 2020 | 34e    |